# Cenarchaeaceae
Famille
Les Cenarchaeaceae sont une famille d'archées de l'ordre des Cenarchaeales.

## Systématique
La famille des Cenarchaeaceae a été créée en 1996 par les microbiologistes américains Edward Francis DeLong (d) et Christina M. Preston (d) dans une publication coécrite avec Ke Ying Wu (d) et Tadeusz Franciszek Molinski (d).

## Liste des genres
Selon World Register of Marine Species (10 octobre 2022) :
- genre Cenarchaeum Preston, Wu, Molinski & De Long, 1996

## Publication originale
- (en) Christina M. Preston, Ke Ying Wu, Tadeusz F. Molinski et Edward F. DeLong, « A psychrophilic crenarchaeon inhabits a marine sponge: Cenarchaeum symbiosum gen. nov., sp. nov », Proceedings of the National Academy of Sciences, Washington et États-Unis, NAS, vol. 93, no 13,‎ 25 juin 1996, p. 6241-6246 (ISSN 0027-8424 et 1091-6490, OCLC 43473694 et 1607201, PMID 8692799, PMCID 39006, DOI 10.1073/PNAS.93.13.6241, lire en ligne).